# Тяфсора
Тяфсора — река в России, протекает по Лешуконскому району Архангельской области. Длина реки составляет 63 км.
Начинается под названием Правая Тяфсора из болота, лежащего посреди берёзово-елового леса на высоте 148,8 метра над уровнем моря. В верховьях течёт по лесу на запад, затем поворачивает на юг. К западу от болота Карболово меняет направление течения на западное. У болота Мохового направляется на северо-запад. Устье реки находится в 125 км по правому берегу реки Кимжа.
Ширина реки вблизи устья — 15 метров, глубина — 0,5 метра; в среднем течении — 15 и 0,7-1 метр соответственно.

## Притоки
Объекты перечислены по порядку от устья к истоку.
- Самсонов[5] (пр)
- Семеновича[5] (пр)
- Кимженский[5] (лв)
- Паранчевский[5] (лв)
- Лимонный[2] (лв)
- Левая Тяфсора[4] (лв, в 48 км от устья)

## Данные водного реестра
По данным государственного водного реестра России относится к Двинско-Печорскому бассейновому округу, водохозяйственный участок реки — Мезень от водомерного поста деревни Малонисогорская и до устья. Речной бассейн реки — Мезень.
Код объекта в государственном водном реестре — 03030000212103000050473.